# Kathedraal van Blackburn
De kathedraal van Blackburn (officieel in het Engels: Cathedral Church of Blackburn Saint Mary the Virgin with St Paul) is een anglicaanse kathedraal in Blackburn, Engeland. De kerk is de kathedraal van het bisdom Blackburn.

## Geschiedenis
Al ruim duizend jaar geleden stond er een kerk op de plek van de huidige kathedraal, die in het centrum van de stad staat. De bouw van deze huidige kerk begon in 1826, naar een ontwerp van John Palmer. In 1926 verkreeg de kerk de status van kathedraal. Een uitbreiding van de kerk volgde, in 1938, nu naar een ontwerp van W.A. Forsyth en later Laurence King. In 1998 werd de toren gerestaureerd. Er volgde nog een restauratie in 2000-2001.